# Danh sách đĩa nhạc của Whitney Houston
Danh sách đĩa nhạc của nữ ca sĩ dòng nhạc pop/R&B người Mỹ Whitney Houston bao gồm 6 album phòng thu, 6 album tổng hợp, 6 đĩa mở rộng, 2 album nhạc phim và 55 đĩa đơn. Ngoài ra cô cũng cho phát hành 1 album ngày lễ và 5 box set. Cô là một trong những nghệ sĩ có doanh thu đĩa nhạc lớn nhất mọi thời đại.

## Album

### Album phòng thu
| Tựa đề                                  | Chi tiết album                                                                                     | Vị trí cao nhất trên bảng xếp hạng | Vị trí cao nhất trên bảng xếp hạng | Vị trí cao nhất trên bảng xếp hạng | Vị trí cao nhất trên bảng xếp hạng | Vị trí cao nhất trên bảng xếp hạng | Vị trí cao nhất trên bảng xếp hạng | Vị trí cao nhất trên bảng xếp hạng | Vị trí cao nhất trên bảng xếp hạng | Vị trí cao nhất trên bảng xếp hạng | Vị trí cao nhất trên bảng xếp hạng | Vị trí cao nhất trên bảng xếp hạng | Chứng nhận | Lượng tiêu thụ                                                       |
| Tựa đề                                  | Chi tiết album                                                                                     | Mỹ                                 | R&B Mỹ                             | Úc                                 | Áo                                 | Canada                             | Pháp                               | Đức                                | Hà Lan                             | T.Sĩ                               | T.Điển                             | LH Anh                             | Chứng nhận | Lượng tiêu thụ                                                       |
| --------------------------------------- | -------------------------------------------------------------------------------------------------- | ---------------------------------- | ---------------------------------- | ---------------------------------- | ---------------------------------- | ---------------------------------- | ---------------------------------- | ---------------------------------- | ---------------------------------- | ---------------------------------- | ---------------------------------- | ---------------------------------- | --- | -------------------------------------------------------------------- |
| Whitney Houston                         | - Phát hành: 21 tháng 2 năm 1985 - Hãng đĩa: Arista - Định dạng: CD, cassette, LP                  | 1                                  | 1                                  | 1                                  | 9                                  | 1                                  | 13                                 | 2                                  | 5                                  | 2                                  | 1                                  | 2                                  | - Mỹ: 13× Bạch kim - Úc: 4× Bạch kim - Áo: Bạch kim - CAN: Kim cương - FRA: Vàng - GER: Bạch kim - NLD: Bạch kim - SUI: Bạch kim - UK: 4× Bạch kim                                 | - Thế giới: 25,000,000 - FRA: 114,000                                |
| Whitney                                 | - Phát hành: ngày 2 tháng 6 năm 1987 - Nhãn đĩa: Arista - Định dạng: CD, cassette, LP              | 1                                  | 2                                  | 1                                  | 1                                  | 1                                  | 6                                  | 1                                  | 1                                  | 1                                  | 1                                  | 1                                  | - US: 9× Bạch kim - AUS: 3× Bạch kim - AUT: 2× Bạch kim - CAN: 7× Bạch kim - FRA: Bạch kim - GER: Bạch kim - NLD: Bạch kim - SUI: 2× Bạch kim - SWE: 2× Bạch kim - UK: 6× Bạch kim | - Thế giới: 20,000,000 - FRA: 288,300 - UK: 2,237,603                |
| I'm Your Baby Tonight                   | - Phát hành: ngày 4 tháng 11 năm 1990 - Nhãn đĩa: Arista - Định dạng: CD, cassette, LP             | 3                                  | 1                                  | 10                                 | 2                                  | 12                                 | 9                                  | 3                                  | 4                                  | 2                                  | 3                                  | 4                                  | - US: 4× Bạch kim - AUS: Bạch kim - AUT: Bạch kim - CAN: Bạch kim - FRA: Bạch kim - GER: Bạch kim - NL: Bạch kim - SUI: 2× Bạch kim - SWE: Bạch kim - UK: Bạch kim                 | - Thế giới: 12,000,000 - FRA: 445,300                                |
| My Love Is Your Love                    | - Phát hành: ngày 17 tháng 11 năm 1998 - Nhãn đĩa: Arista - Định dạng: CD, cassette, LP            | 13                                 | 7                                  | 42                                 | 1                                  | 13                                 | 2                                  | 2                                  | 1                                  | 1                                  | 7                                  | 4                                  | - US: 4× Bạch kim - AUS: Vàng - AUT: Bạch kim - CAN: 2× Bạch kim - EU: 4× Bạch kim - FRA: 2× Bạch kim - NL: Bạch kim - SUI: 3× Bạch kim - SWE: 2× Bạch kim - UK: 3× Bạch kim       | - Thế giới: 13,000,000 - US: 2,797,000 - FRA: 672,200 - GER: 670,000 |
| Just Whitney...                         | - Phát hành: ngày 10 tháng 12 năm 2002 - Nhãn đĩa: Arista - Định dạng: CD, CD+DVD, Tải nhạc số     | 9                                  | 3                                  | ―                                  | 33                                 | 85                                 | 25                                 | 16                                 | 70                                 | 10                                 | ―                                  | 76                                 | - US: Bạch kim - FRA: Vàng - SUI: Bạch kim | - Thế giới: 3,000,000 - US: 760,000 - UK: 42,114                     |
| I Look to You                           | - Phát hành: ngày 31 tháng 8 năm 2009 - Nhãn đĩa: Arista - Định dạng: CD, CD+DVD, digital download | 1                                  | 1                                  | 16                                 | 3                                  | 1                                  | 3                                  | 1                                  | 1                                  | 1                                  | 2                                  | 3                                  | - US: Bạch kim - AUT: Vàng - CAN: Bạch kim - FRA: Vàng - GER: Vàng - SUI: Vàng - SWE: Vàng - UK: Vàng                                                                              | - Thế giới: 2,500,000 - US: 1,012,286 - UK: 206,500                  |
| "—" denotes releases that did not chart | |                                    |                                    |                                    |                                    |                                    |                                    |                                    |                                    |                                    |                                    |                                    | |                                                                      |